# 郭玉蘭
郭玉蘭（1902年3月18日—1981年11月2日），本名郭玉蘭，藝名雪蘭，臺灣日治時期的台語流行音樂女歌手、作曲家、教師，也是臺灣第一位女作曲家。1933年進入古倫美亞唱片，1938年在「帝蓄唱片」擔任《南京夜曲》的作曲人（後改編為《南都夜曲》:18）。

## 生平
早年因求學遷居於艋舺，1922年3月25日畢業於「臺北女子高等普通學校」（今臺北市立中山女子高級中學），1922年（大正11年）獲教員證書頒授，分發到「臺北州臺北市大龍峒公學校」 （今臺北市大同區大龍國民小學）服務，1922年（大正十一年）－1928年（昭和三年）擔任班級訓導。

## 創作
| 歌曲                                  | 作詞   | 作曲   | 演唱 | 出版公司    |
| ------------------------------------- | ------ | ------ | ---- | ----------- |
| 《南京夜曲》（後改編為《南都夜曲》:18 | 陳達儒 | 郭玉蘭 | 月鶯 | 帝蓄唱片    |
| 《素心蘭》                            | 陳達儒 | 郭玉蘭 | 根根 | 勝利:71、83 |
| 《青春鳥》                            | 陳達儒 | 郭玉蘭 |      |             |
| 《彼時在橋頂》                        | 陳達儒 | 玉蘭   |      |             |
| 《時勢》                              | 陳達儒 | 玉蘭   |      |             |
| 《採花蜂》                            | 吳振烈 | 玉蘭   | 秀鑾 | 勝利        |
| 《情花譜》                            | 吳德貴 | 玉蘭   | 雪蘭 | 美華        |
| 《漁光曲》                            | 李臨秋 | 雪蘭   | 雪蘭 | 臺華        |
| 《神女》                              | 李臨秋 | 雪蘭   | 雪蘭 | 三榮        |
| 《黑茉莉》                            | 陳君玉 | 雪蘭   | 鵉鵉 | 三榮        |
| 《笑兮咱相好》                        | 吳德貴 | 雪蘭   | 雪蘭 | 三榮        |

## 演唱
古倫美亞唱片
- 《愛玉自嘆》（演唱者：玉葉、純純 作曲：王文龍、作詞：梁松林）[11]
- 《掛名夫妻》（演唱者：玉葉、作曲：張雲山人、作詞：張雲山人）[1]:57[11]
- 《五更思君》（演唱者：玉葉、純純）[1]:58
- 《女姓新風景》（演唱者：玉葉、純純、作詞：若夢、作曲：王文龍）[1]:58
- 《梅前小曲》（演唱者：雪蘭、作曲：鄧雨賢、作詞：陳君玉）[1][12]
- 《閨女嘆》  （演唱者：雪蘭、作詞：陳君玉）[13][12][1]:61
- 《青春城》  （演唱者：雪蘭、作詞：周添旺）[12][1]:61
- 《月下思戀》（演唱者：雪蘭、作詞：文瀾、作曲：鄧雨賢）[12][1]:61
- 《琴韻》（演唱者：雪蘭、作詞：文瀾、作曲：鄧雨賢）[12][1]:62
- 《月下思君》（演唱者：雪蘭、作詞：曾蟬、作曲：鄧雨賢）[12][1]:62
- 《空房私怨》（演唱者：雪蘭、作詞：曾蟬、作曲：鄧雨賢））[14][1]:63
- 《望蝶花》  （演唱者：雪蘭、嬌英、作詞：白媽洲、作曲：蘇桐））[14]
- 《姊妹心》（演唱者：雪蘭、作詞：若夢、作曲：鄧雨賢）[14]
- 《南國之春》（演唱者：雪蘭、作詞：李臨秋、作曲：王雲峰）[14][1]:63
- 《女給哀歌》（演唱者：雪蘭、作詞：陳達枝、作曲：鄧雨賢）[14][1]:64
- 《白夜賞月》（演唱者：雪蘭、俊卿，作詞：張佳修、作曲：鄧雨賢）[1]:64
- 《月夜思戀》（演唱者：雪蘭）[15][1]:65
- 《閒花嘆》  （演唱者：雪蘭、作詞：李臨秋、作曲：鄧雨賢）[15]
- 《玉堂春》  （演唱者：雪蘭、作詞：李臨秋、作曲：王雲峰）[15][1]:65
- 《寒愁鳥》  （演唱者：雪蘭、嬌英，作詞：周添旺、作曲：林木火）[1]:63

利家黑標
- 《無憂花》  （演唱者：玉蘭）[16][1]:62
- 《春宵吟》  （演唱者：雪蘭、作詞：周添旺、作曲：鄧雨賢）[16][1]:62
- 《情春小曲》（演唱者：雪蘭、作詞：周添旺、作曲：鄧雨賢）[16][1]:62
- 《望郎榮歸》（演唱者：雪蘭、作詞：周添旺、作曲：陳運旺）[16][1]:62
- 《四月薔薇》（演唱者：雪蘭、作詞：周添旺、作曲：周添旺）[16][1]:63
- 《工場進行曲》（演唱者：雪蘭、俊卿、鳳英）[16][1]:63

三榮
- 《神女》      （演唱者：雪蘭、作詞：李臨秋、作曲：雪蘭，影片主題歌）[17][1]:65
- 《流浪》      （演唱者：雪蘭、作詞：吳德貴、作曲：姚讚福）
- 《黑茉莉》    （演唱者：鵉鵉、作詞：陳君玉、作曲：雪蘭）
- 《笑兮咱相好》（演唱者：雪蘭、作詞：吳德貴、作曲：雪蘭）[17][1]:65

臺華
- 《五更嘆》    （演唱者：雪蘭、作詞：許雲亭、作曲：陳秋霖）[1]:65
- 《漁光曲》    （演唱者：雪蘭、作詞：李臨秋、作曲：雪蘭）

美華
- 《情心譜》    （演唱者：雪蘭、作詞：吳德貴、作曲：玉蘭）